# State of Decay
State of Decay é uma série de jogos eletrônicos de survival horror em terceira pessoa. A série foi criada pela Undead Labs e publicada pela Xbox Game Studios. A franquia tem três títulos lançados.

## Elementos comuns de jogabilidade
State of Decay é uma série de jogos eletrônicos de horror de sobrevivência. Todos os jogos apresentam um ambiente de mundo aberto infestado de zumbis. O núcleo da jogabilidade principal gira em torno de encontrar e fortificar fortalezas, explorar o mundo para resgatar sobreviventes e coletar vários recursos, como alimentos e equipamentos, e defender a base contra o ataque de zumbis. O segundo jogo introduziu um modo multijogador cooperativo para quatro jogadores à franquia. Ao contrário de muitos outros jogos de zumbis no mercado, State of Decay não trata de matar zumbis. Em vez disso, o jogador deve tentar evitá-los, limpar e gerenciar recursos e interagir com outros sobreviventes. De acordo com Jeff Strain, o fundador da Undead Labs, a série explora o "elemento humano", como as pessoas interagem umas com as outras e fazem escolhas em um momento de desespero e desesperança.

## Jogos
| 2013 | State of Decay   |
| 2014 |                  |
| 2015 |                  |
| 2016 |                  |
| 2017 |                  |
| 2018 | State of Decay 2 |
| 2019 |                  |
| 2020 |                  |
| 2021 |                  |
| 2022 |                  |
| 2023 |                  |
| 2024 |                  |
| ASA  | State of Decay 3 |

### State of Decay(2013)
State of Decay é o título de estreia da Undead Labs. Originalmente anunciado como "Class3", foi lançado para Xbox Live Arcade para Xbox 360 e Microsoft Windows em junho de 2013. Rapidamente se tornou um sucesso comercial, vendendo 250.000 cópias em 2 dias. Uma versão aprimorada do jogo, intitulada State of Decay: Year-One Survival Edition, que introduziu novas armas, veículos e personagens, foi lançada em 2015 para Windows e Xbox One.

### State of Decay 2(2018)
State of Decay 2 foi a continuação do primeiro jogo. Ele introduz um modo cooperativo para quatro jogadores, que foi descartado no primeiro jogo devido aos recursos limitados, para a franquia. Foi lançado para o Xbox One em maio de 2018. Embora a recepção da crítica ao jogo tenha sido mista, o jogo foi o jogo eletrônico mais vendido nos Estados Unidos no mês de lançamento, com vendas de lançamento dobrando as do primeiro jogo. Viabilizado pelo sucesso do Xbox Game Pass, o jogo teve mais de 5 milhões de jogadores em 2019. Uma expansão, Heartland, bem como várias peças de conteúdo para download, foram lançadas para o jogo. Uma versão aprimorada do jogo chamada de "Juggernaut Edition", que adicionou inúmeras melhorias de qualidade pontuais ao jogo, foi lançada em março de 2020.

### State of Decay 3(TBA)
Após o lançamento de State of Decay 2, a Microsoft adquiriu totalmente o Undead Labs, tornando-o um estúdio first-party. Atualmente está trabalhando no terceiro capítulo da franquia, que deve ser lançado para Windows e Xbox Series X|S.

## Projeto cancelado
Class4 foi originalmente planejado para ser uma continuação do primeiro jogo. Foi planejado para ser um MMORPG. No entanto, o conceito foi abandonado após o sucesso de State of Decay, já que os fãs do jogo estavam solicitando uma sequência mais expandida e polida em vez de um jogo drasticamente diferente.